# 160 a. C.
El año 160 a. C. fue un año del calendario romano prejuliano. En el Imperio romano, fue conocido como el año 594 Ab Urbe condita.

## Acontecimientos
- El rey seléucida, Demetrio I, en campaña en el este de su imperio, deja a su general Báquidas para gobernar la porción occidental del mismo.
- Judas Macabeo y muchos de sus partidarios se reagrupan para enfrentarse a las fuerzas seléucidas en la Batalla de Elasa (cerca de la actual Ramallah). Sobrepasados en gran número, los macabeos son derrotados y Judas Macabeo es asesinado durante la batalla.

## Nacimientos
- Yugurta, rey de Numidia (m. 104 a. C.)
- Teodosio de Bitinia, matemático y astrónomo griego que escribirá el Sphaerics, un libro sobre la geometría de la esfera (m. h. 100 a. C.)

## Fallecimientos
- Cayo Lelio, político y senador romano que había participado en la victoria de Roma durante la segunda guerra púnica entre Roma y Cartago (fecha aproximada)
- Lucio Emilio Paulo, cónsul romano, político y general cuya victoria sobre los macedonios en la Batalla de Pidna acabó con la tercera guerra macedónica (n. h. 229 a. C.).
- Judas Macabeo, tercer hijo del sacerdote judío Matatías, quien había liderado la revuelta contra el Imperio seléucida hasta su muerte.